# Jonas Bendiksen
Jonas Bendiksen (Tønsberg, Noruega, 8 de septiembre de 1977) es un fotógrafo noruego.
En 2006, tras varios años de estancia en los países surgidos de la desmembración de la antigua Unión Soviética, publicó el libro Satellites: Photographs from the fringes of the former Soviet Union sobre estos territorios.
Su libro The places we live (2008) recoge fotografías tomadas durante tres años en barrios marginales de Nairobi (Kibera), Bombay (Dharavi), Yakarta (Kampung Miskin) y Caracas.
Miembro de la Agencia Magnum desde 2008, fue nombrado presidente de esta institución en 2010.

## Publicaciones
- Satellites: Photographs from the fringes of the former Soviet Union. Nueva York: Aperture, 2006. ISBN 978-1597110235.
- The places we live. Nueva York: Aperture, 2008. ISBN 978-1597110679.

### Publicaciones colectivas
- A Year in Photography: Magnum Archive. Múnich: Prestel; Nueva York, París, Londres, Tokio: Magnum, 2010. ISBN 978-3-7913-4435-5.
- Magnum Contact Sheets. Editado por Kristen Lubben.
  - Magnum Contact Sheets. Londres: Thames & Hudson, 2011. ISBN 9780500544129.
  - Magnum Contact Sheets. Londres: Thames & Hudson, 2014. ISBN 978-0500544310. Compact edition.
  - Magnum Contact Sheets: The Collector's Edition: Jonas Bendiksen, Satellites, 2000. Londres: Thames & Hudson, 2011. ISBN 978-0500544129.

## Exposiciones
- 2007: Welcome to Nowhere, Stills Gallery, Sídney. Con Trent Parke, Antoine D'Agata, Mark Power y Alec Soth.[2][3]

## Apariciones en películas
- Space Tourists (2009). Documental dirigido por Christian Frei.[4]
- Water: Our Thirsty World (2010). Corto dirigido por Steven Kochones.[5]

## Premios
- 2003: Infinity Award (categoría de fotógrafo joven), International Center of Photography, Nueva York.[6]
- 2004: Segundo premio del World Press Photo Awards (categoría Historias de la vida diaria), World Press Photo, Ámsterdam.[7]
- 2007: The Paris Review. Ganador en la categoría de Fotoperiodismo, National Magazine Awards, por el trabajo de Bendiksen sobre el barrio marginal de Kibera (Nairobi).[8]
- 2008: Telenor Culture Award, de Telenor, Bærum, Noruega.[9]
- 2013: Award of Excellence, Feature Story Editing - Magazine category, Seventieth Pictures of the Year International Competition, Pictures of the Year International, junto a Elizabeth Krist y Elaine Bradley, para Russian Summer en National Geographic.[10]
- 2014: First place, Sports Story Editing category, Pictures of the Year International, con Elizabeth Krist y Elaine Bradley, por On the Trail with the First Skiers en National Geographic.[11]
- 2014: Award of Excellence, Sports Picture Story category, Pictures of the Year International, por The Last of the First Skiers.[12]